# Чагалар дуньяси
«ТРЦ Детский мир» (туркм. Çagalar dünýäsi, «Чагалар дуньяси») — торгово-развлекательный комплекс для детей и юношества в Туркменистане, расположенный в Ашхабаде на Гарашсызлык шаёлы, недалеко от Кукольного театра.

## Описание
Объект оформлен в национальном стиле, украшен позолоченным куполом и стеклянными витражами.
Отдельный этаж выделен под зону детского отдыха с игровыми автоматами, каруселями и батутами, там же расположены кафе и ресторан, комнаты матери и ребёнка, медицинский пункт.
Каждый из этажей «Детского мира» выполнен в собственной цветовой гамме, где можно приобрести товары для новорожденных, одежду, книги, косметику, спорттовары, детскую посуду, ноутбуки, компьютеры, телевизоры, игровые приставки. Мебельная фабрика «Айболек» также открыла здесь свой магазин, где представлены образцы школьной и домашней детской мебели.
На втором этаже находится детский салон красоты и фудкорт.
Третий этаж отведён под игровую площадку с многочисленными качелями и каруселями, батутом, мини-боулингом, игровой зал с компьютерными играми и играми в 3D-формате, комнату матери и ребёнка, медпункт.

## История

### Идея и проектирование
Изначально заказчиком строительства торгово-развлекательного центра для детей «Чагалар дуньяси» («Детский мир») была дочерняя компания ОАО «МТС» и BCTI — Хозяйственное общество «МТС Туркменистан» (ХО «МТС ТМ»), а инвестором — российская АФК «Система», подрядчиком выступала компания Renaissance Construction.

### Строительство
«Детский мир» возводился в Ашхабаде на проспекте Гарашсызлык рядом с развлекательным комплексом «Мир туркменских сказок». Стоимость объекта без меблировки и оснащения оборудованием, с благоустройством прилегающей территории должна была составить 22 млн. 977 тыс. долл. США. В связи с ситуацией с BCTI в мае 2011 года был пересмотр условий строительства объекта. Объект достраивала турецкая компания «Ronesans Turkmen» (дочерняя компания Renaissance Construction) по заказу Министерства торговли и внешнеэкономических связей Туркменистана.

### Открытие
Открытие ТРЦ «Детский мир» состоялось 19 октября 2011 года. В торжественном открытии здания приняли участие Президент Туркменистана Гурбангулы Бердымухамедов, туркменские политики, представители общественности и юные ашхабадцы.